# Cellier-du-Luc
Cellier-du-Luc ist eine französische Gemeinde mit 91 Einwohnern (Stand 1. Januar 2022) im Département Ardèche in der Region Auvergne-Rhône-Alpes. Die Bewohner werden Lucocellariens und Lucocellariennes genannt.

## Geografie
Die Gemeinde liegt inmitten der Hochcevennen im äußersten Westen des Départements, in einem kleinen Tal an der Grenze zum Département Allier. Der Ort grenzt an die benachbarten Kommunen Langogne und Saint-Étienne-de-Lugdarès, nächstgrößere Stadt ist Mende im Département Lozère mit 36 Kilometern Entfernung. Die Flüsse Allier und Espézonnette durchqueren das abgelegene und dünnbesiedelte Gemeindegebiet.

## Geschichte
Cellier-du-Luc bedeutet auf Deutsch übersetzt Vorratskammer von Luc. Damit ist die benachbarte Gemeinde Luc im Département Lozère gemeint, deren Einwohner in früheren Zeiten eine kleine abgelegene Siedlung in sicherer Entfernung zum Ort in den Höhen der Cevennen gegründet hatten, um dort genügend Lebensmittelreserven für Kriege und schlechte Ernten anzulegen. Daraus entwickelte sich im Laufe der Zeit die heutige Gemeinde Cellier-du-Luc.
Im Mittelalter wurde die kleine Siedlung daher gemeinsam von der Diözese Viviers, einer Unterdelegation des Bas-Vivarais und der Ballei von Villeneuve-de-Berg verwaltet.

### Bevölkerungsentwicklung
| Jahr                       | 1962 | 1968 | 1975 | 1982 | 1990 | 1999 | 2009 | 2016 |
| Einwohner                  | 142  | 122  | 107  | 93   | 106  | 99   | 109  | 74   |
| Quellen: Cassini und INSEE |      |      |      |      |      |      |      |      |

## Kultur und Sehenswürdigkeiten
Cellier-du-Luc beheimatet eine kleine Kirche im gotischen Stil, die dort im 19. Jahrhundert erbaut wurde und bekannt für ihre unterschiedlich gestaltete Fassade aus Gneis, Basalt und Puzzolan ist. Außerdem verfügt der Ort über eine mittelalterliche Brücke und einen alten Steinofen, der noch heute zum Brotbacken benutzt wird. Er ist das letzte verbliebene Relikt für die Funktion der Gemeinde als Vorratslager der umliegenden Dörfer.